# Neckera jamesii
Neckera jamesii là một loài rêu trong họ Neckeraceae. Loài này được (Schimp.) Kindb. mô tả khoa học đầu tiên năm 1897.